# Montes Laurentinos
Los montes Laurentinos o montañas Laurentinas (del francés: Laurentides) es una cadena montañosa localizada al sur de Quebec, Canadá, al norte del río San Lorenzo y el río Ottawa. Se eleva en su punto más alto a los 1166 metros (3825,5 pies) en el Mont Raoul Blanchard, al noreste de la ciudad de Quebec en la Reserva de Vida Silvestre Laurentides. Los ríos Gatineau, L'Assomption, Lièvre, Montmorency, Nord y Saint-Maurice nacen en los lagos de esta cadena montañosa.

## Región
Aunque Laurentides es una de las regiones oficiales de Quebec, la cadena montañosa del mismo nombre atraviesa otras seis regiones más: Capitale-Nationale, Outaouais, Lanaudière, Mauricie, Saguenay-Lac-Saint-Jean y Côte-Nord, extendiéndose hasta el centro de la provincia de Ontario, donde las estribaciones de la cordillera de los Montes Laurentinos es conocida como Opeongo Hills o Madawaska Highlands.
La cordillera Laurentina es una de las cadenas montañosas más antiguas del mundo. Compuesta de rocas anterior al período Precámbrico, hace 540 millones de años. Los Montes Laurentinos son la parte central de la orogenia de Grenville que se remonta a alrededor de mil millones de años.